# Ла-Пасьон (река, впадает в Чапалу)
Пасьо́н или Ла-Пасьо́н (исп. Río La Pasión) — река в Мексике, её водосбор лежит на территории муниципалитетов Тисапан-эль-Альто, Валье-де-Хуарес, Масамитла, Консепсьон-де-Буэнос-Айрес, Тухкуаэка (все — штат Халиско), Маркос-Кастельянос и Кохиматлан (штат Мичоакан). Является одной из четырёх крупных рек, впадающих в озеро Чапала, наряду с реками Лерма, Дуэро и Зула. Общая протяжённость реки составляет 22 километра. Площадь водосборного бассейна насчитывает 424 км².
Начинается при слиянии рек Ла-Мансанилья и Сен-Мигель. Обе составляющих питаются горячими источниками, вследствие чего их берега являются туристическим местом и бальнеологическим курортом. Основной приток — Лас-Москас, на нём расположено водохранилище Эль-Волантин, сооружённое в 1941 году. Высота его плотины составляет 11,5 метра, объём — 14,1 млн. м³.
В устьевой части реки расположен город Тисапан-Эль-Альто, в верховьях её составляющей Ла-Мансанилья — посёлок Ла-Мансанилья-де-ла-Пас.